# Fremdorganschaft
Fremdorganschaft (oder Drittorganschaft) ist im Gesellschaftsrecht bei Kapitalgesellschaften das Prinzip, dass die organschaftliche Vertretung der Gesellschaft von ihren Gesellschaftern losgelöst sein kann und außenstehenden Organwaltern übertragen wird. Gegensatz ist die Selbstorganschaft. Die Fremdorganschaft ist – anders als die Selbstorganschaft – nicht strikt anzuwenden. 

## Allgemeines
Bei Gesellschaften stellt sich allgemein die Rechtsfrage, wer in ihrem Organ als Vorstand oder Geschäftsführer tätig werden darf. Hierfür bieten sich vor allem die Gesellschafter an, denn sie tragen mit ihrem Eigenkapital auch das Unternehmerwagnis. Das Gesellschaftsrecht hat sich dazu entschieden, diese Frage von der Art der Gesellschaft – Personengesellschaft oder Kapitalgesellschaft – abhängig zu machen.

## Rechtsfragen
Bei Kapitalgesellschaften muss die Geschäftsführung oder der Vorstand nicht aus dem Kreis ihrer Gesellschafter stammen, sondern ihre organschaftliche Vertretung darf sich auch aus gesellschaftsfremden Personen – unter Ausschluss der Gesellschafter – rekrutieren. Die Bestellung der Organvertreter erfolgt nach gesetzlich vorgegebenen Regeln. Der Vorstand des Vereins (§ 26 Abs. 1 BGB), der Aktiengesellschaft (§ 76 Abs. 1 AktG), des Versicherungsvereins auf Gegenseitigkeit (§ 188 Abs. 1 VAG) und der Geschäftsführer der Gesellschaft mit beschränkter Haftung (§ 35 Abs. 1 GmbHG) müssen nicht aus dem Gesellschafterkreis kommen, sondern können über einen Anstellungsvertrag von außen stammen. In § 6 Abs. 3 Satz 1 GmbHG hat der Gesetzgeber die Fremdorganschaft explizit zugelassen. Auch die Europäische wirtschaftliche Interessenvereinigung (EWIV) lässt die Fremdorganschaft gemäß Art. 19 Abs. 1 EWIV-VO zu. Für den Vereinsvorstand gibt es im BGB keine Regelungen, so dass der Vorstand des Vereins sowohl in Fremd- als auch in Selbstorganschaft gebildet werden kann.

## Zweck
Hintergrund der Fremdorganschaft ist die aus ihr üblicherweise resultierende Wohlfahrtssteigerung innerhalb der Gesellschaft durch die Erfahrung und Expertise der Fremdgeschäftsführer. Da die Fremdorganschaft nicht zwingend vorgeschrieben ist, gibt es auch Gesellschafter-Geschäftsführer, die sowohl als Kapitalgeber als auch als Geschäftsführer fungieren.